# Ana Caterina Morariu
Ana Caterina Morariu (Cluj-Napoca, 20 de novembre de 1980) és una actriu nascuda a Romania i nacionalitzada italiana.

## Biografia
Nascuda a Cluj-Napoca, filla de la ballarina Marineta Rodica Rotaru, de petita es va traslladar a Itàlia amb la seva mare, vivint entre la Toscana i Calàbria. Es va graduar al Centre Experimental de Cinema a Roma el 2002, i el mateix any va iniciar la seva carrera en produccions teatrals.
Va aconseguir reconeixement al seu país a mitjans de la dècada de 2000 amb una sèrie d'importants participacions en sèries de televisió i telefilms. Més endavant, va interpretar el paper de Casa Cressay a la minisèrie francesa de 2005 Les Rois maudits. L'any següent, va obtenir una nominació a un Premi David di Donatello en la categoria de millor actriu per a la pel·lícula de Carlo Verdone Il mio miglior nemico.

## Filmografia

### Cinema
- 2004 : Ocean's Twelve de Steven Soderbergh
- 2005 : Quando sei nato non puoi più nasconderti de Marco Tullio Giordana
- 2006 : Era meglio rimanere a casa de Dino Santoro (curtmetratge)
- 2006 : Il mio miglior nemico de Carlo Verdone
- 2008 : Il sangue dei vinti de Michele Soavi
- 2008 : Un attimo sospesi de Peter Marcias
- 2010 : Tutto l'amore del mondo de Riccardo Grandi
- 2015 : Si accettano miracoli d'Alessandro Siani
- 2017 : Due uomini, quattro donne e una mucca depressa d'Anna Di Francisca

### Televisió

#### Telefilms
- 2004 : La fuga degli innocenti de Leone Pompucci
- 2004 : Le cinque giornate di Milano de Carlo Lizzani
- 2005 : De Gasperi, l'uomo della speranza de Liliana Cavani
- 2006 : La buona battaglia - Don Pietro Pappagallo de Gianfranco Albano
- 2006 : La Sacra Famiglia de Raffaele Mertes
- 2009 : Il mistero del lago de Marco Serafini
- 2011 : Sarò sempre tuo padre de Lodovico Gasparini
- 2012 : 6 passi nel giallo : Omicidio su misura de Lamberto Bava

#### Sèries
- 2004 : La omicidi
- 2004 : La tassista de José María Sánchez
- 2004 : Le stagioni del cuore
- 2005 : La maledizione dei Templari de Josée Dayan
- 2007 : War and Peace de Robert Dornhelm
- 2008 : Il commissario De Luca, épisode Estate torbida d'Antonio Frazzi
- 2008 : Donne assassine
- 2009 : Intelligence - Servizi & segreti, de d'Alexis Sweet
- 2011 : Il commissario Zagaria d'Antonello Grimaldi
- 2013 - 2015 : Squadra antimafia - Palermo oggi (temporades cinc, sis i set)
- 2015 - 2018 : Tutto può succedere de Lucio Pellegrini et Alessandro Angelini
- 2017 : Sorelle de Cinzia TH Torrini

### Teatre
- 2002: La notte degli scapoli, de Giovanni Lombardo Radice
- 2012: Il club della ribalta, de Susy Laude